# NHL Entry Draft 1979
Der NHL Entry Draft 1979 fand am 8. August 1979 im Queen Elizabeth Hotel in Montréal in der kanadischen Provinz Québec statt. Bei der 17. Auflage des NHL Entry Draft – zum ersten Mal unter diesem Namen – wählten die Teams der National Hockey League (NHL) in sechs Runden insgesamt 126 Spieler aus. Als First Overall Draft Pick wurde der kanadische Verteidiger Rob Ramage von den Colorado Rockies ausgewählt. Auf den Positionen zwei und drei folgten Perry Turnbull für die St. Louis Blues und Mike Foligno für die Detroit Red Wings.
1979 handelte es sich um den ersten Draft nach der Aufnahme der verbliebenen Mannschaften der World Hockey Association (WHA) in die NHL, sodass größere Änderungen an den Regularien vorgenommen wurden. Die Reihenfolge des Drafts ergab sich aus der umgekehrten Abschlusstabelle der abgelaufenen Spielzeit 1978/79, während die vier WHA-Vertreter hinter allen NHL-Teams einsortiert wurden. Bereits mit der Namensänderung von „Amateur Draft“ in „Entry Draft“ wurde dem Umstand Rechnung getragen, dass in diesem Jahr auch acht Spieler aus der WHA ausgewählt werden konnten, die somit dem Profi- und nicht dem Amateurbereich entstammten. Darüber hinaus sah sich die NHL gezwungen, das Einstiegsalter für den Draft von 20 auf 19 Jahre zu senken, da die WHA nicht über eine vergleichbare Altersgrenze verfügte und in der abgelaufenen Saison 1978/79 bereits jüngere Spieler eingesetzt hatte. Demzufolge waren nun alle Akteure verfügbar, die vor dem 1. Januar 1961 geboren wurden, sowie zusätzlich diejenigen Spieler, die bereits in der WHA Erfahrung gesammelt hatten. Allerdings hatten die vier WHA-Teams die Möglichkeit, zwei Spieler ihres Kaders im Vorfeld vor einer Wahl im Draft zu schützen, sodass unter anderem Wayne Gretzky ohne Draft in die NHL wechseln konnte. Für die gesamten Verhandlungen benötigten die Offiziellen der Liga geraume Zeit, sodass der Draft erst im August stattfand – so spät wie nie.
Rückblickend wird der Entry Draft 1979 als einer der stärksten Jahrgänge in der NHL-Historie angesehen. Zurückzuführen ist dies im Wesentlichen auf die Veränderung des Einstiegsalters, die somit zwei Jahrgänge zugleich verfügbar machte. Zu den maßgeblichen Spielern des Jahrgangs gehören unter anderem die Hockey-Hall-of-Fame-Mitglieder Mark Messier, Ray Bourque, Mike Gartner, Michel Goulet, Glenn Anderson, Guy Carbonneau und Kevin Lowe sowie auch Dale Hunter, Neal Broten und Brian Propp, die jeweils über 1000 Scorerpunkte verzeichneten.

## Draftergebnis

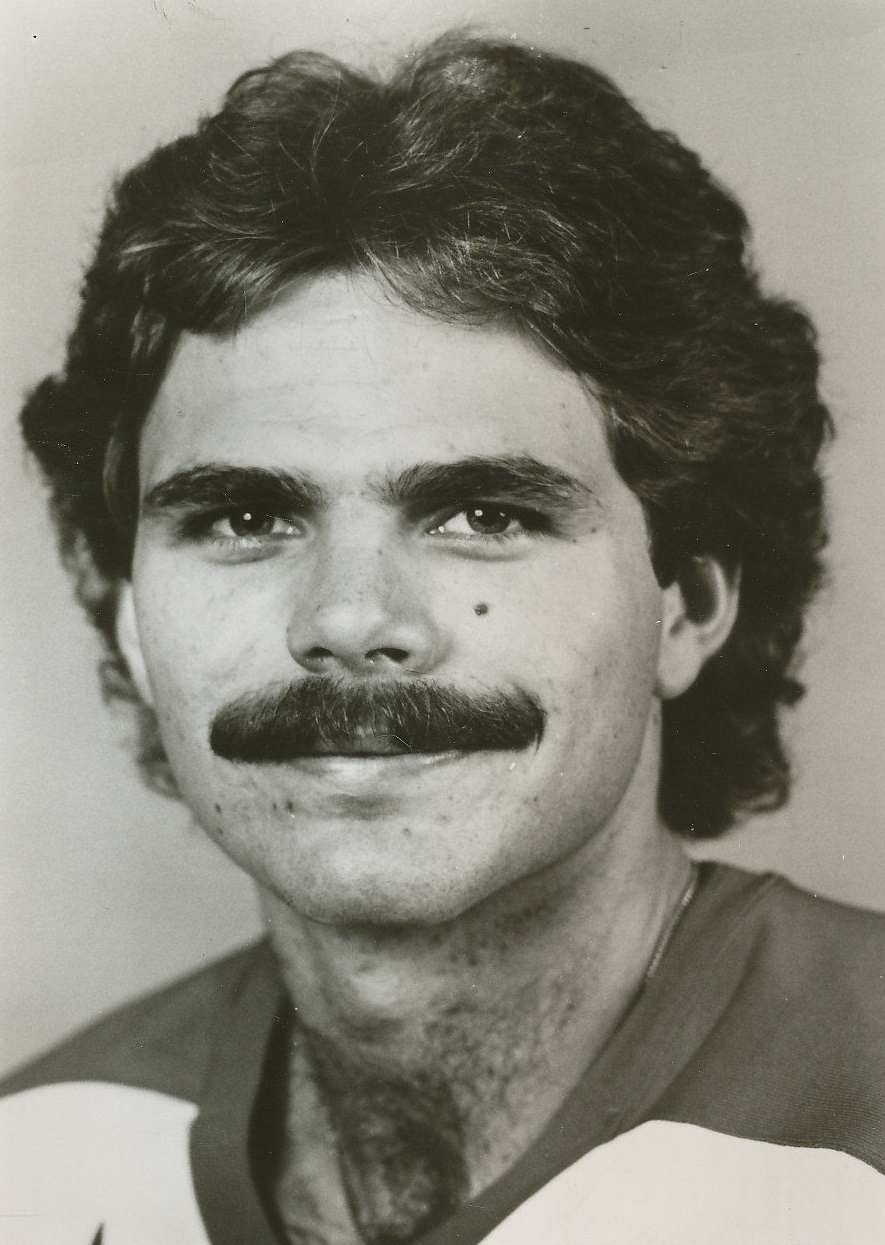
Mike Gartner, gewählt an Position 4

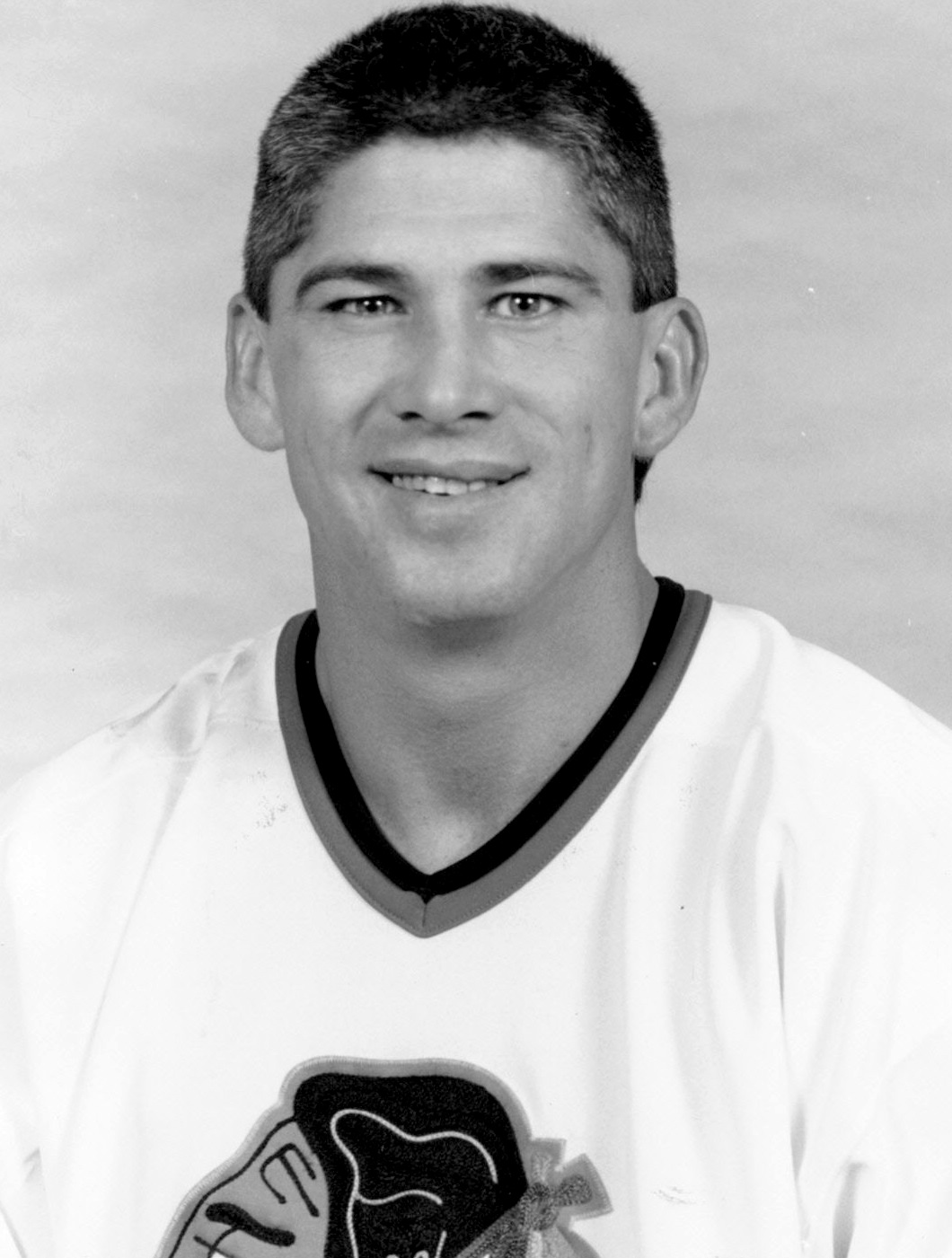
Rick Vaive, gewählt an Position 5

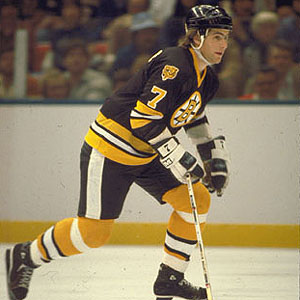
Ray Bourque, gewählt an Position 8

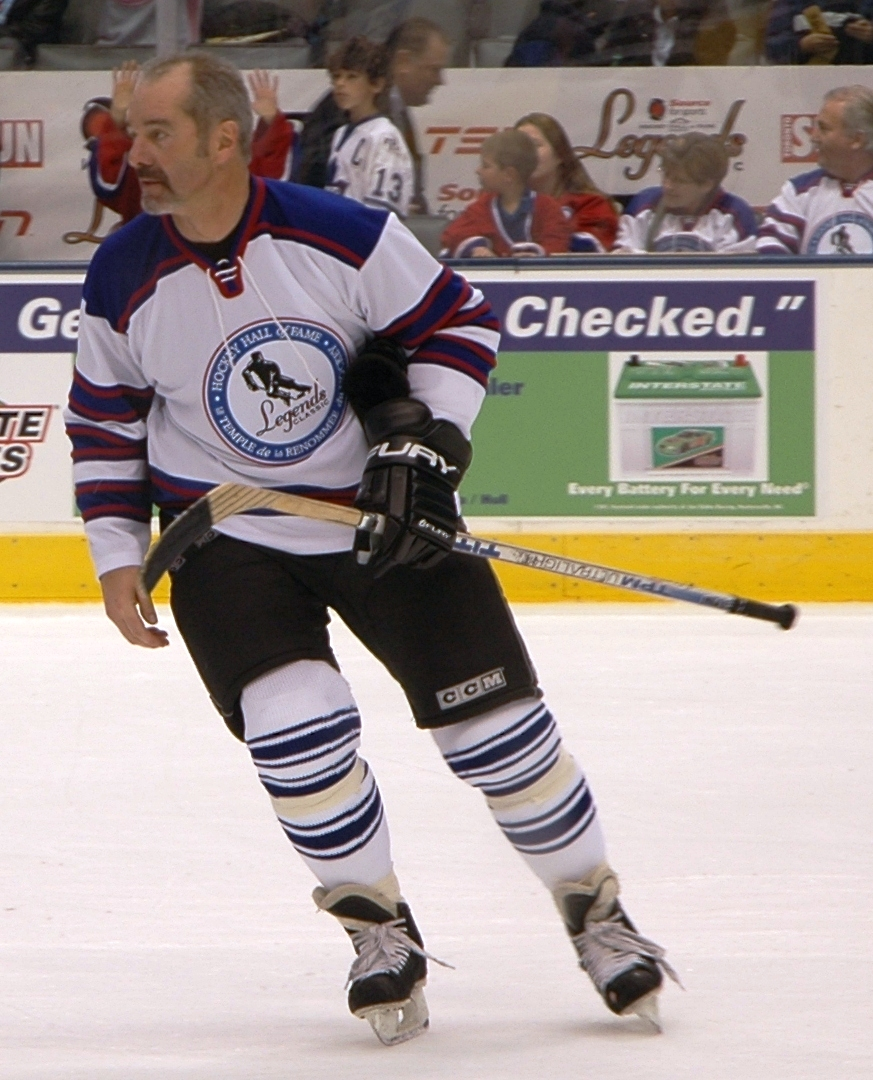
Michel Goulet, gewählt an Position 20

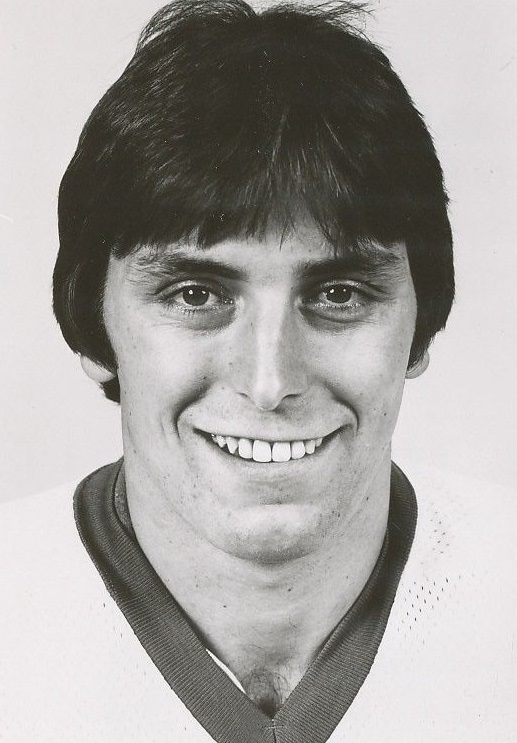
Billy Carroll, gewählt an Position 38

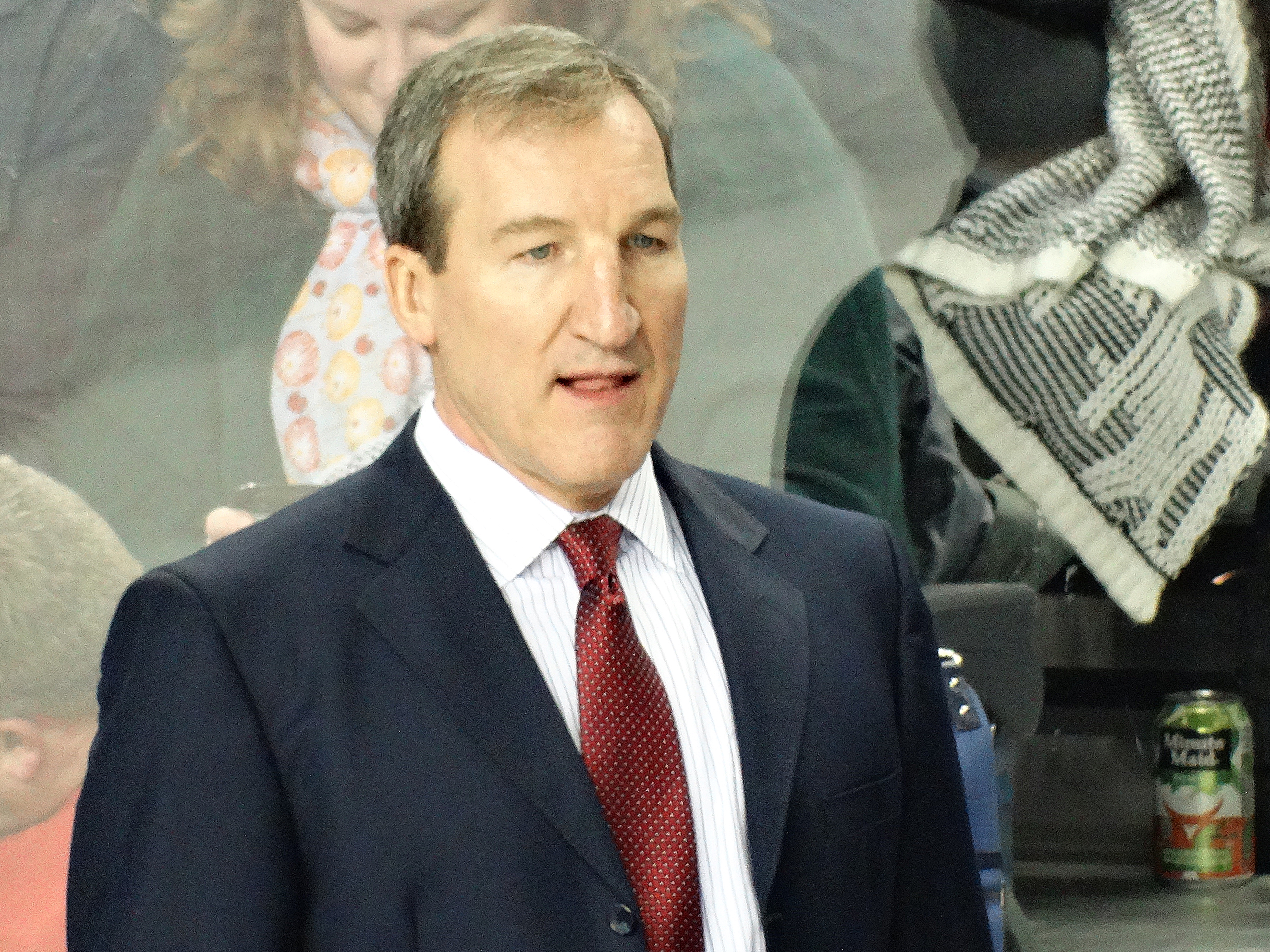
Tim Hunter, gewählt an Position 54

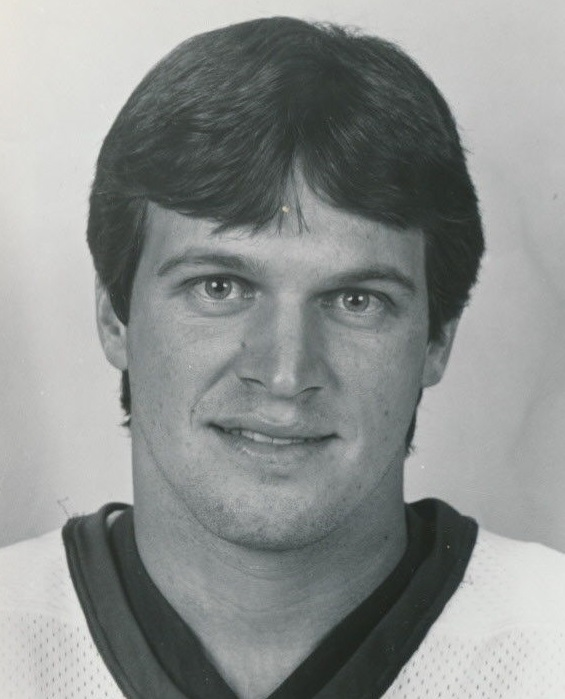
Roland Melanson, gewählt an Position 59

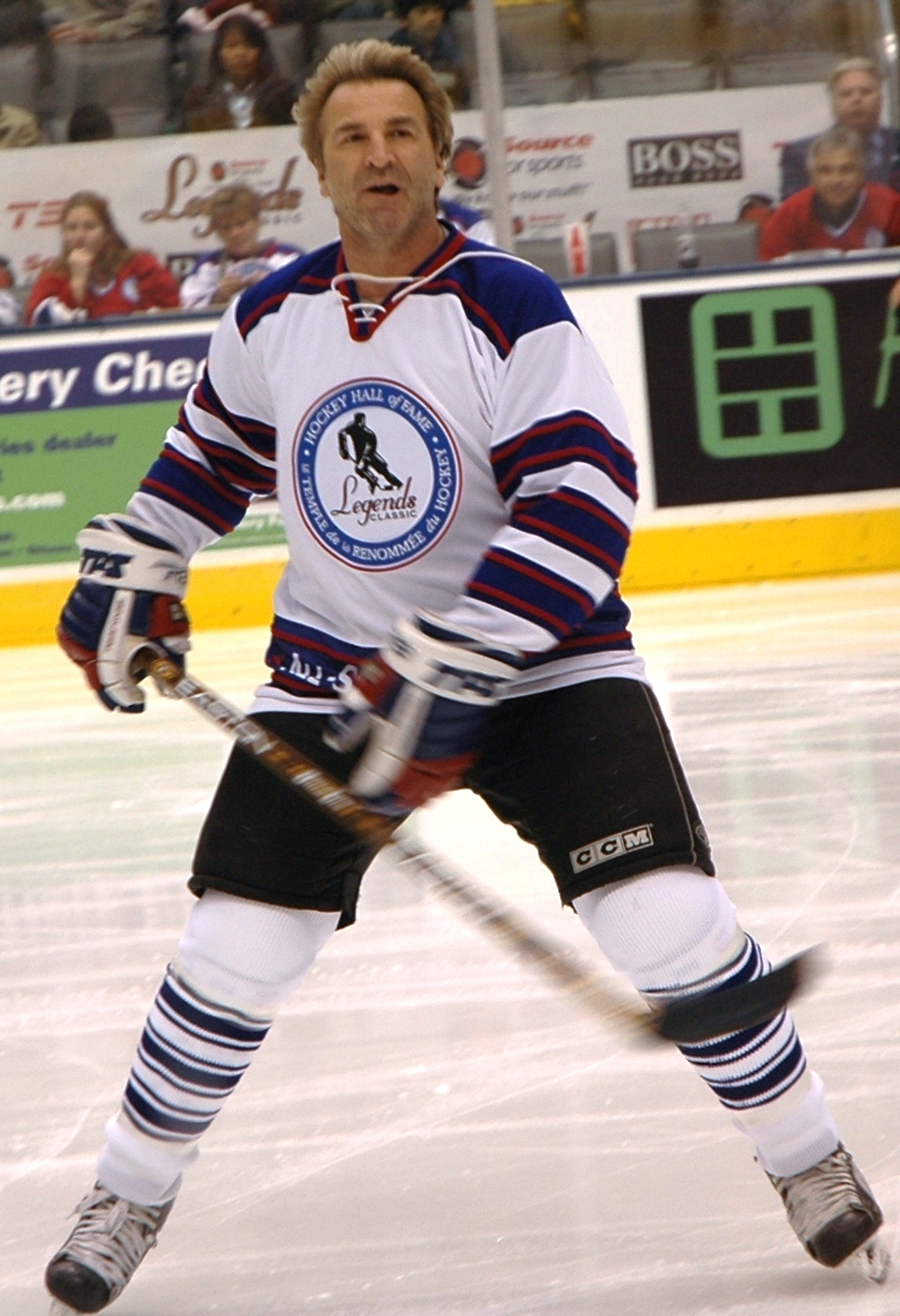
Glenn Anderson, gewählt an Position 69

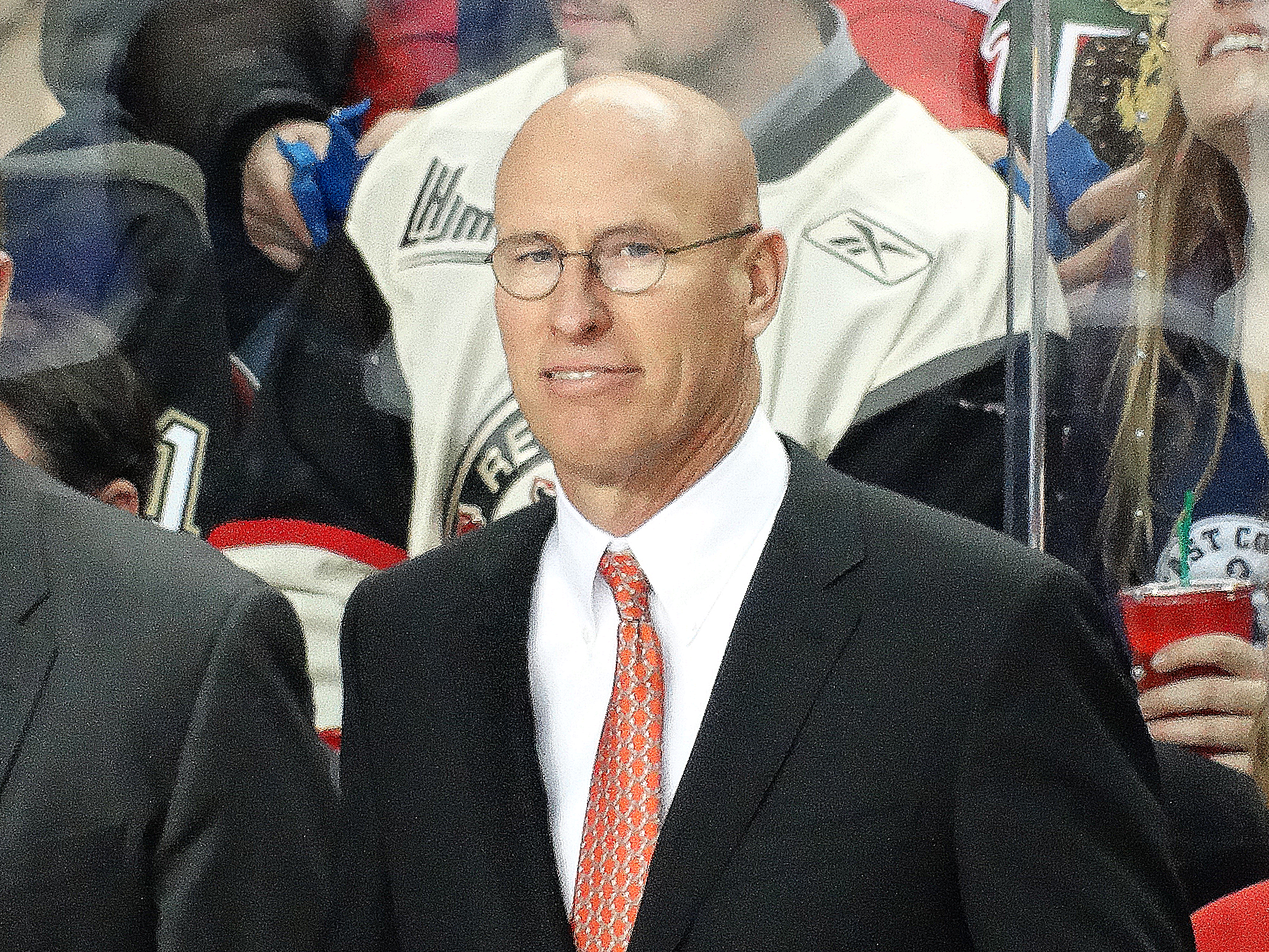
Jim Peplinski, gewählt an Position 75

| Inhaltsverzeichnis Runde 1 \| Runde 2 \| Runde 3 \| Runde 4 \| Runde 5 \| Runde 6 |

Abkürzungen:
Position mit C = Center, LW = linker Flügel, RW = rechter Flügel, D = Verteidiger, G = Torwart
Farblegende:
 = Spieler, die in die Hockey Hall of Fame aufgenommen wurden

### Runde 1
| #   | Spieler         | Nationalität       | Position | NHL-Team                                                                | College-/Junioren-/Profi-Team  |
| --- | --------------- | ------------------ | -------- | ----------------------------------------------------------------------- | ------------------------------ |
| 1.  | Rob Ramage      | Kanada             | D        | Colorado Rockies                                                        | Birmingham Bulls (WHA)         |
| 2.  | Perry Turnbull  | Kanada             | LW       | St. Louis Blues                                                         | Portland Winter Hawks (WHL)    |
| 3.  | Mike Foligno    | Kanada             | RW       | Detroit Red Wings                                                       | Sudbury Wolves (OMJHL)         |
| 4.  | Mike Gartner    | Kanada             | RW       | Washington Capitals                                                     | Cincinnati Stingers (WHA)      |
| 5.  | Rick Vaive      | Kanada             | RW       | Vancouver Canucks                                                       | Birmingham Bulls (WHA)         |
| 6.  | Craig Hartsburg | Kanada             | D        | Minnesota North Stars                                                   | Birmingham Bulls (WHA)         |
| 7.  | Keith Brown     | Kanada             | D        | Chicago Black Hawks                                                     | Portland Winter Hawks (WHL)    |
| 8.  | Ray Bourque     | Kanada             | D        | Boston Bruins (von Los Angeles Kings)                                   | Éperviers de Verdun (LHJMQ)    |
| 9.  | Laurie Boschman | Kanada             | C        | Toronto Maple Leafs                                                     | Brandon Wheat Kings (WHL)      |
| 10. | Tom McCarthy    | Kanada             | LW       | Minnesota North Stars (von Pittsburgh Penguins via Washington Capitals) | Oshawa Generals (OMJHL)        |
| 11. | Mike Ramsey     | Vereinigte Staaten | D        | Buffalo Sabres                                                          | University of Minnesota (NCAA) |
| 12. | Paul Reinhart   | Kanada             | D        | Atlanta Flames                                                          | Kitchener Rangers (OMJHL)      |
| 13. | Doug Sulliman   | Kanada             | RW       | New York Rangers                                                        | Kitchener Rangers (OMJHL)      |
| 14. | Brian Propp     | Kanada             | LW       | Philadelphia Flyers                                                     | Brandon Wheat Kings (WHL)      |
| 15. | Brad McCrimmon  | Kanada             | D        | Boston Bruins                                                           | Brandon Wheat Kings (WHL)      |
| 16. | Jay Wells       | Kanada             | D        | Los Angeles Kings (von Canadiens de Montréal)                           | Kingston Canadians (OMJHL)     |
| 17. | Duane Sutter    | Kanada             | RW       | New York Islanders                                                      | Lethbridge Broncos (WHL)       |
| 18. | Ray Allison     | Kanada             | RW       | Hartford Whalers                                                        | Brandon Wheat Kings (WHL)      |
| 19. | Jimmy Mann      | Kanada             | RW       | Winnipeg Jets                                                           | Castors de Sherbrooke (LHJMQ)  |
| 20. | Michel Goulet   | Kanada             | LW       | Nordiques de Québec                                                     | Birmingham Bulls (WHA)         |
| 21. | Kevin Lowe      | Kanada             | D        | Edmonton Oilers                                                         | Remparts de Québec (LHJMQ)     |

### Runde 2
| #   | Spieler         | Nationalität       | Position | NHL-Team                                          | College-/Junioren-/Profi-Team     |
| --- | --------------- | ------------------ | -------- | ------------------------------------------------- | --------------------------------- |
| 22. | Blake Wesley    | Kanada             | D        | Philadelphia Flyers (von Colorado Rockies)        | Portland Winter Hawks (WHL)       |
| 23. | Mike Perovich   | Kanada             | D        | Atlanta Flames (von St. Louis Blues)              | Brandon Wheat Kings (WHL)         |
| 24. | Errol Rausse    | Kanada             | LW       | Washington Capitals (von Detroit Red Wings)       | Seattle Breakers (WHL)            |
| 25. | Tomas Jonsson   | Schweden           | D        | New York Islanders (von Washington Capitals)      | MoDo AIK (Elitserien)             |
| 26. | Brent Ashton    | Kanada             | LW       | Vancouver Canucks                                 | Saskatoon Blades (WHL)            |
| 27. | Gaston Gingras  | Kanada             | D        | Canadiens de Montréal (von Minnesota North Stars) | Birmingham Bulls (WHA)            |
| 28. | Tim Trimper     | Kanada             | LW       | Chicago Black Hawks                               | Peterborough Petes (OMJHL)        |
| 29. | Dean Hopkins    | Kanada             | RW       | Los Angeles Kings                                 | London Knights (OMJHL)            |
| 30. | Mark Hardy      | Kanada             | D        | Los Angeles Kings (von Toronto Maple Leafs)       | Junior de Montréal (LHJMQ)        |
| 31. | Paul Marshall   | Kanada             | LW       | Pittsburgh Penguins                               | Brantford Alexanders (OMJHL)      |
| 32. | Lindy Ruff      | Kanada             | D        | Buffalo Sabres                                    | Lethbridge Broncos (WHL)          |
| 33. | Pat Riggin      | Kanada             | G        | Atlanta Flames                                    | Birmingham Bulls (WHA)            |
| 34. | Ed Hospodar     | Vereinigte Staaten | D        | New York Rangers                                  | Ottawa 67’s (OMJHL)               |
| 35. | Pelle Lindbergh | Schweden           | G        | Philadelphia Flyers                               | AIK Solna (Elitserien)            |
| 36. | Doug Morrison   | Kanada             | RW       | Boston Bruins                                     | Lethbridge Broncos (WHL)          |
| 37. | Mats Näslund    | Schweden           | LW       | Canadiens de Montréal                             | Brynäs IF (Elitserien)            |
| 38. | Billy Carroll   | Kanada             | C        | New York Islanders                                | London Knights (OMJHL)            |
| 39. | Stuart Smith    | Kanada             | D        | Hartford Whalers                                  | Peterborough Petes (OMJHL)        |
| 40. | Dave Christian  | Vereinigte Staaten | RW       | Winnipeg Jets                                     | University of North Dakota (NCAA) |
| 41. | Dale Hunter     | Kanada             | C        | Nordiques de Québec                               | Sudbury Wolves (OMJHL)            |
| 42. | Neal Broten     | Vereinigte Staaten | C        | Minnesota North Stars (von Edmonton Oilers)       | University of Minnesota (NCAA)    |

### Runde 3
| #   | Spieler          | Nationalität       | Position | NHL-Team                                     | College-/Junioren-/Profi-Team      |
| --- | ---------------- | ------------------ | -------- | -------------------------------------------- | ---------------------------------- |
| 43. | Craig Levie      | Kanada             | D        | Canadiens de Montréal (von Colorado Rockies) | Edmonton Oil Kings (WHL)           |
| 44. | Guy Carbonneau   | Kanada             | C        | Canadiens de Montréal (von St. Louis Blues)  | Saguenéens de Chicoutimi (LHJMQ)   |
| 45. | Jody Gage        | Kanada             | RW       | Detroit Red Wings                            | Kitchener Rangers (OMJHL)          |
| 46. | Boris Fistric    | Kanada             | D        | Detroit Red Wings (von Washington Capitals)  | New Westminster Bruins (WHL)       |
| 47. | Ken Ellacott     | Kanada             | G        | Vancouver Canucks                            | Peterborough Petes (OMJHL)         |
| 48. | Mark Messier     | Kanada             | C        | Edmonton Oilers (von Minnesota North Stars)  | Cincinnati Stingers (WHA)          |
| 49. | Bill Gardner     | Kanada             | C        | Chicago Black Hawks                          | Peterborough Petes (OMJHL)         |
| 50. | John Paul Kelly  | Kanada             | LW       | Los Angeles Kings                            | New Westminster Bruins (WHL)       |
| 51. | Norm Aubin       | Kanada             | C        | Toronto Maple Leafs                          | Éperviers de Verdun (LHJMQ)        |
| 52. | Bennett Wolf     | Kanada             | D        | Pittsburgh Penguins                          | Kitchener Rangers (OMJHL)          |
| 53. | Mark Robinson    | Kanada             | D        | Buffalo Sabres                               | Victoria Cougars (WHL)             |
| 54. | Tim Hunter       | Kanada             | RW       | Atlanta Flames                               | Seattle Breakers (WHL)             |
| 55. | Jacques Cloutier | Kanada             | G        | Buffalo Sabres (von New York Rangers)        | Draveurs de Trois-Rivières (LHJMQ) |
| 56. | Lindsay Carson   | Kanada             | LW       | Philadelphia Flyers                          | Billings Bighorns (WHL)            |
| 57. | Keith Crowder    | Kanada             | RW       | Boston Bruins                                | Peterborough Petes (OMJHL)         |
| 58. | Rick Wamsley     | Kanada             | G        | Canadiens de Montréal                        | Brantford Alexanders (OMJHL)       |
| 59. | Roland Melanson  | Kanada             | G        | New York Islanders                           | Windsor Spitfires (OMJHL)          |
| 60. | Don Nachbaur     | Kanada             | C        | Hartford Whalers                             | Billings Bighorns (WHL)            |
| 61. | Bill Whelton     | Vereinigte Staaten | D        | Winnipeg Jets                                | Boston University (NCAA)           |
| 62. | Lee Norwood      | Vereinigte Staaten | D        | Nordiques de Québec                          | Oshawa Generals (OMJHL)            |
| 63. | Kevin Maxwell    | Kanada             | C        | Minnesota North Stars (von Edmonton Oilers)  | University of North Dakota (NCAA)  |

### Runde 4
| #   | Spieler          | Nationalität       | Position | NHL-Team                                    | College-/Junioren-/Profi-Team       |
| --- | ---------------- | ------------------ | -------- | ------------------------------------------- | ----------------------------------- |
| 64. | Steve Peters     | Kanada             | C        | Colorado Rockies                            | Oshawa Generals (OMJHL)             |
| 65. | Bob Crawford     | Vereinigte Staaten | RW       | St. Louis Blues                             | Cornwall Royals (LHJMQ)             |
| 66. | John Ogrodnick   | Kanada             | RW       | Detroit Red Wings                           | New Westminster Bruins (WHL)        |
| 67. | Harvie Pocza     | Kanada             | LW       | Washington Capitals                         | Billings Bighorns (WHL)             |
| 68. | Arthur Rutland   | Kanada             | C        | Vancouver Canucks                           | Sault Ste. Marie Greyhounds (OMJHL) |
| 69. | Glenn Anderson   | Kanada             | RW       | Edmonton Oilers (von Minnesota North Stars) | University of Denver (NCAA)         |
| 70. | Louis Begin      | Kanada             | LW       | Chicago Black Hawks                         | Castors de Sherbrooke (LHJMQ)       |
| 71. | John Gibson      | Kanada             | D        | Los Angeles Kings                           | Niagara Falls Flyers (OMJHL)        |
| 72. | Vincent Tremblay | Kanada             | G        | Toronto Maple Leafs                         | Remparts de Québec (LHJMQ)          |
| 73. | Brian Cross      | Kanada             | D        | Pittsburgh Penguins                         | Brantford Alexanders (OMJHL)        |
| 74. | Gilles Hamel     | Kanada             | LW       | Buffalo Sabres                              | National de Laval (LHJMQ)           |
| 75. | Jim Peplinski    | Kanada             | RW       | Atlanta Flames                              | Toronto Marlboros (OMJHL)           |
| 76. | Pat Conacher     | Kanada             | C        | New York Rangers                            | Saskatoon Blades (WHL)              |
| 77. | Don Gillen       | Kanada             | RW       | Philadelphia Flyers                         | Brandon Wheat Kings (WHL)           |
| 78. | Larry Melnyk     | Kanada             | D        | Boston Bruins                               | New Westminster Bruins (WHL)        |
| 79. | Dave Orleski     | Kanada             | LW       | Canadiens de Montréal                       | New Westminster Bruins (WHL)        |
| 80. | Tim Lockridge    | Kanada             | D        | New York Islanders                          | Brandon Wheat Kings (WHL)           |
| 81. | Ray Neufeld      | Kanada             | RW       | Hartford Whalers                            | Edmonton Oil Kings (WHL)            |
| 82. | Patrick Daley    | Kanada             | LW       | Winnipeg Jets                               | Junior de Montréal (LHJMQ)          |
| 83. | Anton Šťastný    | Tschechoslowakei   | LW       | Nordiques de Québec                         | Slovan Bratislava (1. Liga)         |
| 84. | Max Kostovich    | Kanada             | LW       | Edmonton Oilers                             | Portland Winter Hawks (WHL)         |

### Runde 5
| #    | Spieler         | Nationalität       | Position | NHL-Team              | College-/Junioren-/Profi-Team         |
| ---- | --------------- | ------------------ | -------- | --------------------- | ------------------------------------- |
| 85.  | Gary Dillon     | Kanada             | C        | Colorado Rockies      | Toronto Marlboros (OMJHL)             |
| 86.  | Mark Reeds      | Kanada             | RW       | St. Louis Blues       | Peterborough Petes (OMJHL)            |
| 87.  | Joe Paterson    | Kanada             | LW       | Detroit Red Wings     | London Knights (OMJHL)                |
| 88.  | Tim Tookey      | Kanada             | C        | Washington Capitals   | Portland Winter Hawks (WHL)           |
| 89.  | Dirk Graham     | Kanada             | RW       | Vancouver Canucks     | Regina Pats (WHL)                     |
| 90.  | Jim Dobson      | Kanada             | RW       | Minnesota North Stars | Portland Winter Hawks (WHL)           |
| 91.  | Lowell Loveday  | Kanada             | D        | Chicago Black Hawks   | Kingston Canadians (OMJHL)            |
| 92.  | Jim Brown       | Vereinigte Staaten | D        | Los Angeles Kings     | University of Notre Dame (NCAA)       |
| 93.  | Frank Nigro     | Kanada             | C        | Toronto Maple Leafs   | London Knights (OMJHL)                |
| 94.  | Nick Ricci      | Kanada             | G        | Pittsburgh Penguins   | Niagara Falls Flyers (OMJHL)          |
| 95.  | Alan Haworth    | Kanada             | C        | Buffalo Sabres        | Castors de Sherbrooke (LHJMQ)         |
| 96.  | Brad Kempthorne | Kanada             | C        | Atlanta Flames        | Brandon Wheat Kings (WHL)             |
| 97.  | Dan Makuch      | Kanada             | RW       | New York Rangers      | Clarkson University (NCAA)            |
| 98.  | Thomas Eriksson | Schweden           | D        | Philadelphia Flyers   | Djurgårdens IF Stockholm (Elitserien) |
| 99.  | Marco Baron     | Kanada             | G        | Boston Bruins         | Junior de Montréal (LHJMQ)            |
| 100. | Yvan Joly       | Kanada             | RW       | Canadiens de Montréal | Ottawa 67’s (OMJHL)                   |
| 101. | Glen Duncan     | Kanada             | LW       | New York Islanders    | Toronto Marlboros (OMJHL)             |
| 102. | Mark Renaud     | Kanada             | D        | Hartford Whalers      | Niagara Falls Flyers (OMJHL)          |
| 103. | Thomas Steen    | Schweden           | C        | Winnipeg Jets         | Leksands IF (Elitserien)              |
| 104. | Pierre Lacroix  | Kanada             | D        | Nordiques de Québec   | Draveurs de Trois-Rivières (LHJMQ)    |
| 105. | Mike Toal       | Kanada             | C        | Edmonton Oilers       | Portland Winter Hawks (WHL)           |

### Runde 6
| #    | Spieler           | Nationalität       | Position | NHL-Team              | College-/Junioren-/Profi-Team            |
| ---- | ----------------- | ------------------ | -------- | --------------------- | ---------------------------------------- |
| 106. | Bob Attwell       | Vereinigte Staaten | RW       | Colorado Rockies      | Peterborough Petes (OMJHL)               |
| 107. | Gilles Leduc      | Kanada             | LW       | St. Louis Blues       | Éperviers de Verdun (LHJMQ)              |
| 108. | Carmine Cirella   | Kanada             | LW       | Detroit Red Wings     | Peterborough Petes (OMJHL)               |
| 109. | Greg Theberge     | Kanada             | D        | Washington Capitals   | Peterborough Petes (OMJHL)               |
| 110. | Shane Swan        | Kanada             | D        | Vancouver Canucks     | Sudbury Wolves (OMJHL)                   |
| 111. | Brian Gualazzi    | Kanada             | RW       | Minnesota North Stars | Sault Ste. Marie Greyhounds (OMJHL)      |
| 112. | Doug Crossman     | Kanada             | D        | Chicago Black Hawks   | Ottawa 67’s (OMJHL)                      |
| 113. | Jay McFarlane     | Kanada             | D        | Los Angeles Kings     | University of Wisconsin–Madison (NCAA)   |
| 114. | Bill McCreary     | Vereinigte Staaten | RW       | Toronto Maple Leafs   | Colgate University (NCAA)                |
| 115. | Marc Chorney      | Kanada             | D        | Pittsburgh Penguins   | University of North Dakota (NCAA)        |
| 116. | Rick Knickle      | Kanada             | G        | Buffalo Sabres        | Brandon Wheat Kings (WHL)                |
| 117. | Glenn Johnson     | Kanada             | C        | Atlanta Flames        | University of Denver (NCAA)              |
| 118. | Stan Adams        | Kanada             | C        | New York Rangers      | Niagara Falls Flyers (OMJHL)             |
| 119. | Gordie Williams   | Kanada             | RW       | Philadelphia Flyers   | Lethbridge Broncos (WHL)                 |
| 120. | Mike Krushelnyski | Kanada             | C        | Boston Bruins         | Junior de Montréal (LHJMQ)               |
| 121. | Greg Moffett      | Vereinigte Staaten | G        | Canadiens de Montréal | University of New Hampshire (NCAA)       |
| 122. | John Gibb         | Kanada             | D        | New York Islanders    | Bowling Green State University (NCAA)    |
| 123. | Dave McDonald     | Kanada             | LW       | Hartford Whalers      | Brandon Wheat Kings (WHL)                |
| 124. | Tim Watters       | Kanada             | D        | Winnipeg Jets         | Michigan Technological University (NCAA) |
| 125. | Scott McGeown     | Kanada             | D        | Nordiques de Québec   | Toronto Marlboros (OMJHL)                |
| 126. | Blair Barnes      | Kanada             | RW       | Edmonton Oilers       | Windsor Spitfires (OMJHL)                |

## Statistik
| Rang | Nationalität       | Anzahl |
| ---- | ------------------ | ------ |
|      | Nordamerika        | 120    |
| 1.   | Kanada             | 109    |
| 2.   | Vereinigte Staaten | 11     |
|      | Europa             | 6      |
| 3.   | Schweden           | 5      |
| 4.   | Tschechoslowakei   | 1      |

| Rang | Position             | Anzahl |
| ---- | -------------------- | ------ |
| 1.   | Verteidiger          | 40     |
| 2.   | rechte Flügelstürmer | 29     |
| 3.   | linke Flügelstürmer  | 23     |
| 3.   | Center               | 23     |
| 5.   | Torhüter             | 11     |

| Rang | Liga                                            | Anzahl |
| ---- | ----------------------------------------------- | ------ |
| 1.   | Ontario Major Junior Hockey League (OMJHL)      | 43     |
| 2.   | Western Hockey League (WHL)                     | 37     |
| 3.   | Ligue de hockey junior majeur du Québec (LHJMQ) | 17     |
| 4.   | National Collegiate Athletic Association (NCAA) | 15     |
| 5.   | World Hockey Association (WHA)                  | 8      |
| 6.   | Elitserien                                      | 5      |
| 7.   | 1. Liga                                         | 1      |

## Rückblick

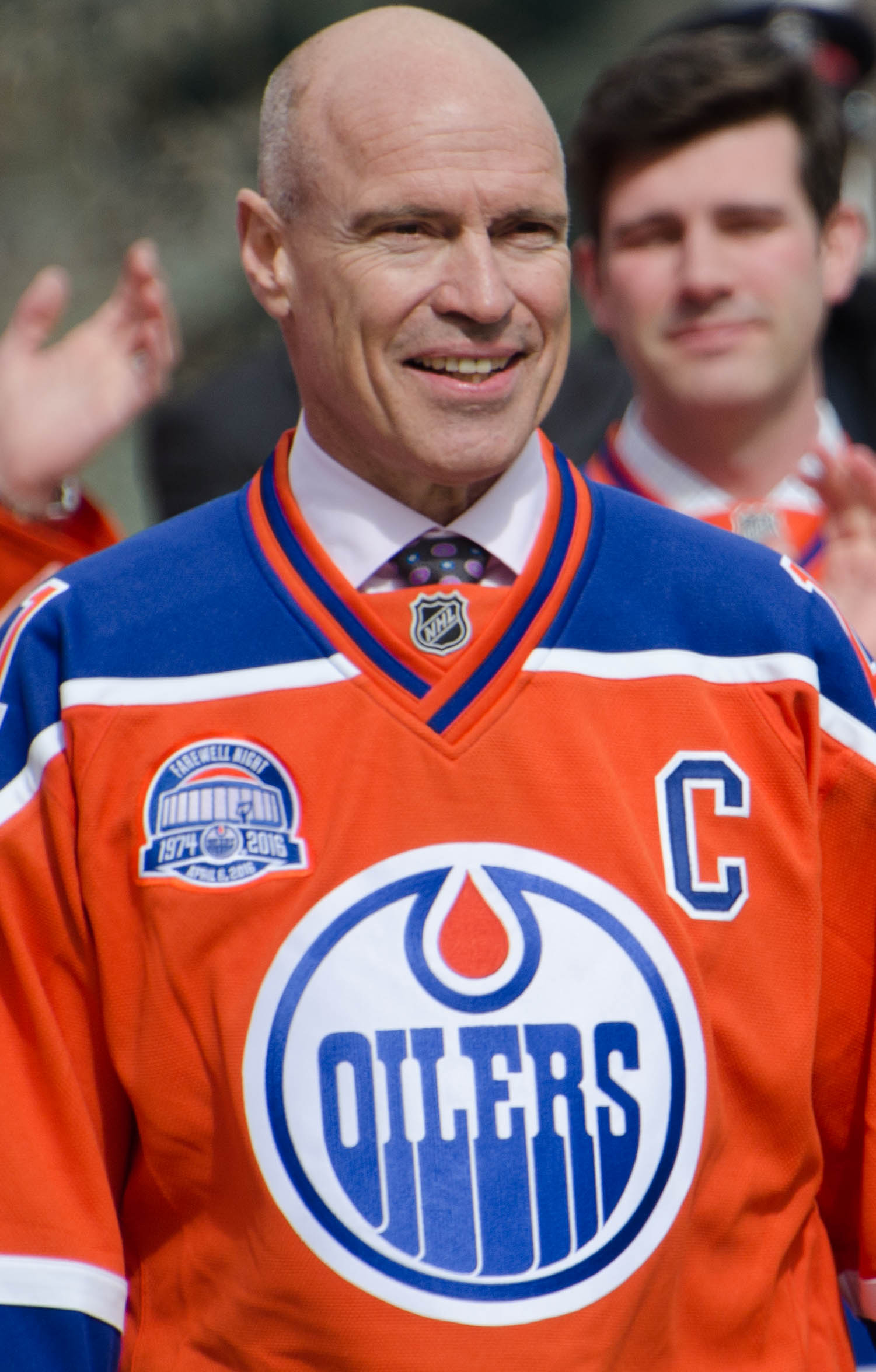
Mark Messier, statistisch bester Spieler dieses Jahrgangs

Alle Spieler dieses Draft-Jahrgangs haben ihre Profikarrieren beendet. Die Tabellen zeigen die jeweils fünf besten Akteure in den Kategorien Spiele, Tore, Vorlagen und Scorerpunkte sowie die fünf Torhüter mit den meisten Siegen in der NHL. Darüber hinaus haben 103 der 126 gewählten Spieler (ca. 82 %) mindestens eine NHL-Partie bestritten.
Abkürzungen: Sp = Spiele, T = Tore, V = Assists, Pkt = Scorerpunkte, S = Siege; Fett: Bestwert
| Pick | Spieler        | Position | Sp   | T   | V    | Pkt  |
| ---- | -------------- | -------- | ---- | --- | ---- | ---- |
| 48.  | Mark Messier   | C        | 1756 | 694 | 1193 | 1887 |
| 8.   | Ray Bourque    | D        | 1612 | 410 | 1169 | 1579 |
| 4.   | Mike Gartner   | RW       | 1432 | 708 | 627  | 1335 |
| 20.  | Michel Goulet  | LW       | 1089 | 548 | 605  | 1153 |
| 69.  | Glenn Anderson | RW       | 1129 | 498 | 601  | 1099 |
| 41.  | Dale Hunter    | C        | 1407 | 323 | 697  | 1020 |
| 42.  | Neal Broten    | C        | 1099 | 289 | 634  | 923  |
| 5.   | Rick Vaive     | RW       | 876  | 441 | 347  | 788  |
| 44.  | Guy Carbonneau | C        | 1318 | 260 | 403  | 663  |

| Pick | Spieler          | Sp  | S   |
| ---- | ---------------- | --- | --- |
| 58.  | Rick Wamsley     | 407 | 204 |
| 33.  | Pat Riggin       | 350 | 153 |
| 59.  | Roland Melanson  | 291 | 129 |
| 35.  | Pelle Lindbergh  | 157 | 87  |
| 55.  | Jacques Cloutier | 255 | 82  |